# Eurytomocharis keralensis
Eurytomocharis keralensis är en stekelart som beskrevs av Durgadas Mukerjee 1981. Eurytomocharis keralensis ingår i släktet Eurytomocharis och familjen kragglanssteklar. Inga underarter finns listade i Catalogue of Life.